# Motor eléctrico

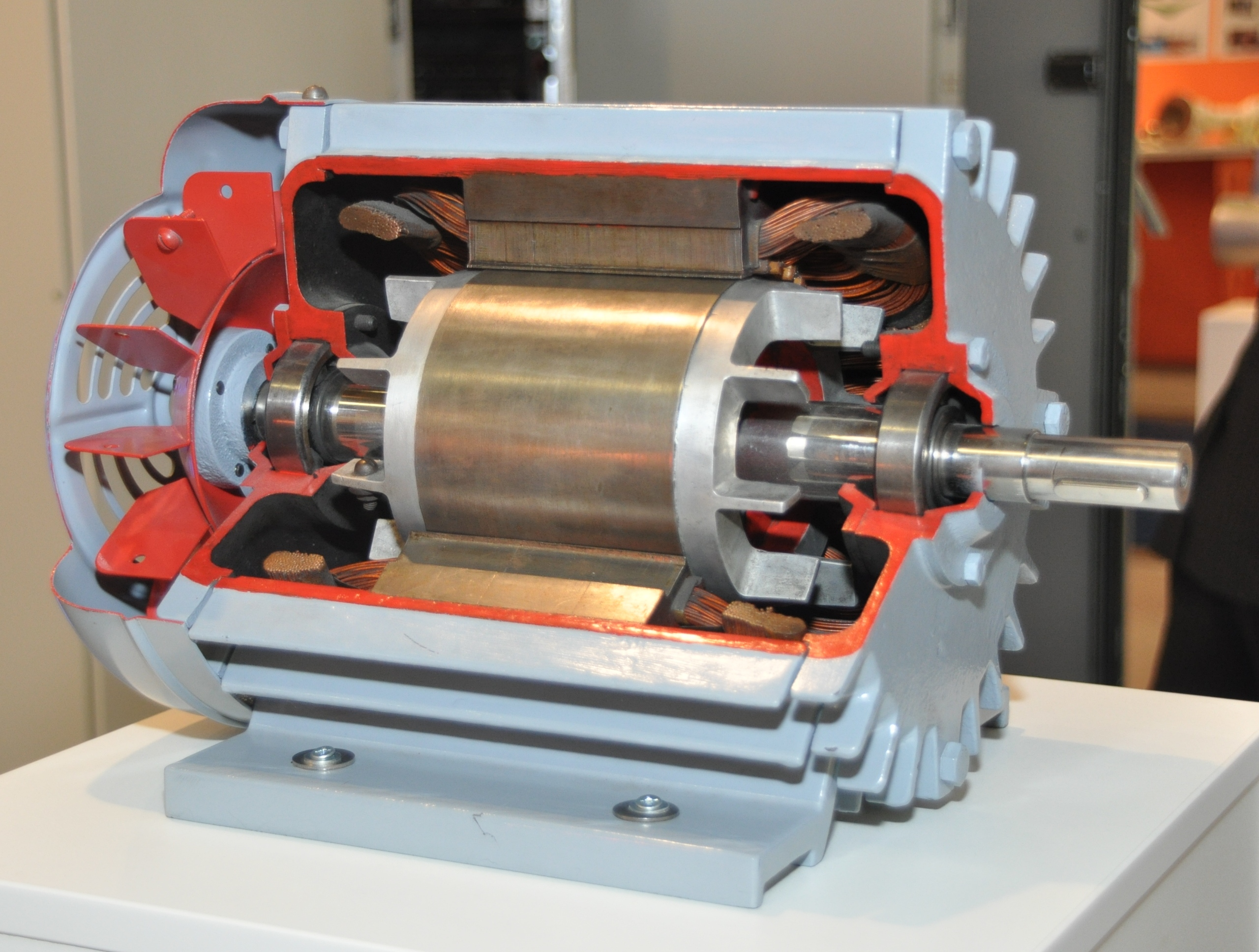
Rotor, estator y ventilador de un motor eléctrico en el Europoort de Rotterdam Ahoy en 2011.

Campo magnético que rota como suma de vectores magnéticos a partir de tres bobinas de la fase.

Un motor eléctrico es un dispositivo que convierte la energía eléctrica en energía mecánica de rotación por medio de la acción de los campos magnéticos generados en sus bobinas. Son máquinas eléctricas rotatorias compuestas por un estator y un rotor.
Algunos motores eléctricos son reversibles, ya que pueden convertir energía mecánica en energía eléctrica funcionando como generadores o dinamos. Los motores eléctricos de tracción usados en locomotoras o en automóviles híbridos realizan a menudo ambas tareas, si se diseñan adecuadamente.
Son utilizados en infinidad de sectores tales como instalaciones industriales, comerciales y particulares. Su uso está generalizado en ventiladores, vibradores para teléfonos móviles, bombas de agua, medios de transporte eléctricos, electrodomésticos, esmeriles angulares y otras herramientas eléctricas, unidades de disco, etc. Los motores eléctricos pueden ser impulsados por fuentes de corriente continua (CC) y por fuentes de corriente alterna (CA).
La corriente directa o corriente continua proviene de las baterías, los paneles solares, dínamos, fuentes de alimentación instaladas en el interior de los aparatos que operan con estos motores y con rectificadores. La corriente alterna puede tomarse para su uso en motores eléctricos bien sea directamente de la red eléctrica, alternadores de las plantas eléctricas de emergencia y otras fuentes de corriente alterna bifásica o trifásica como los inversores de potencia.
Los pequeños motores se pueden encontrar hasta en relojes eléctricos. Los motores de uso general con dimensiones y características más estandarizadas proporcionan la potencia adecuada al uso industrial. Los motores eléctricos más grandes se usan para propulsión de trenes, compresores y aplicaciones de bombeo con potencias que alcanzan 100 megavatios. Estos motores pueden ser clasificados por el tipo de fuente de energía eléctrica, construcción interna, aplicación, tipo de salida de movimiento, etcétera.

## Historia
Probablemente, el primer motor eléctrico fue un motor electrostático simple, construido por el benedictino escocés Andrew Gordon en 1740.
En 1820 el físico y filósofo danés Hans Christian Ørsted descubrió el efecto magnético de la corriente eléctrica, un fenómeno fundamental del electromagnetismo. Un año después, Michael Faraday publicó su trabajo sobre "rotación electromagnética". Construyó un dispositivo en el que un conductor eléctrico giraba en torno a un imán fijo y, en un contraexperimento, un imán móvil giraba en torno a un conductor fijo. En 1822 Peter Barlow desarrolló la rueda de Barlow que lleva su nombre. El científico británico William Sturgeon inventó otro precursor del motor en 1832. En el continente europeo, Ányos Jedlik (1827) y Moritz von Jacobi trabajaron en el desarrollo del motor eléctrico de corriente continua. Jacobi desarrolló el primer motor eléctrico práctico en Potsdam ya en 1834 y equipó un barco con una capacidad de doce personas en San Petersburgo en 1838 con el motor de 220 vatios que había desarrollado, que fue la primera aplicación práctica de un motor eléctrico. El herrero estadounidense Thomas Davenport también desarrolló un motor de conmutador en Vermont. El 25 de febrero de 1837 se le concedió una patente por su diseño.
Esto significa que hacia 1837/1838 se conocía la base para un motor eléctrico y se desarrolló en forma de herramienta adecuada para su uso. Werner von Siemens patentó en 1866 la dinamo. Con ello no solo contribuyó al inicio de los motores eléctricos, sino también introdujo el concepto de ingeniería eléctrica, creando planes de formación profesional para los técnicos de su empresa. La construcción de las primeras máquinas eléctricas fue lograda en parte, sobre la base de experiencia práctica. A mediados de la década de 1880, gracias al avance en el electromagnetismo, con contribuciones como las desarrolladas por Nikola Tesla, Michael Faraday o al éxito de Werner von Siemens, la ingeniería eléctrica se introdujo como disciplina en las universidades. En 1886, el ingeniero español Isaac Peral, desarrollaría el primer sumergible (el Submarino Peral), empleando motores eléctricos.
La fascinación por la electricidad aumentó con la invención de la dinamo. Antonio Pacinotti inventó el inducido en forma de anillo en una máquina que transformaba movimiento mecánico en corriente eléctrica continua con una pulsación, y dijo que su máquina podría funcionar de forma inversa. Ésta es la idea del motor eléctrico de corriente continua.

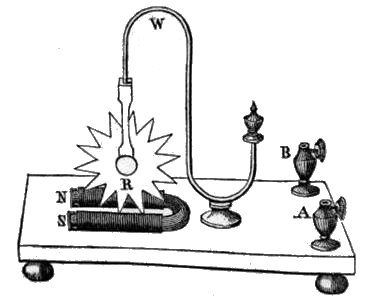
La "rueda de Barlow" (1822)
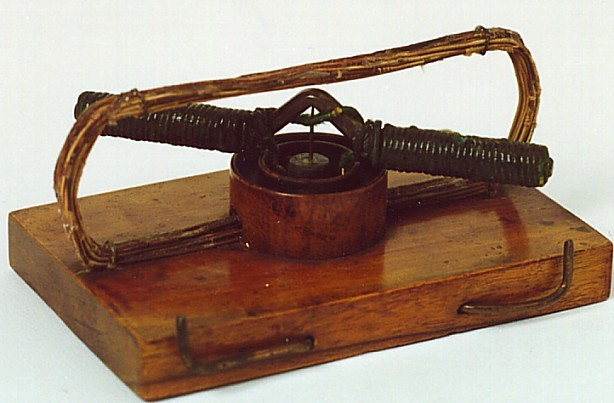
Motor Jedlik (1827)
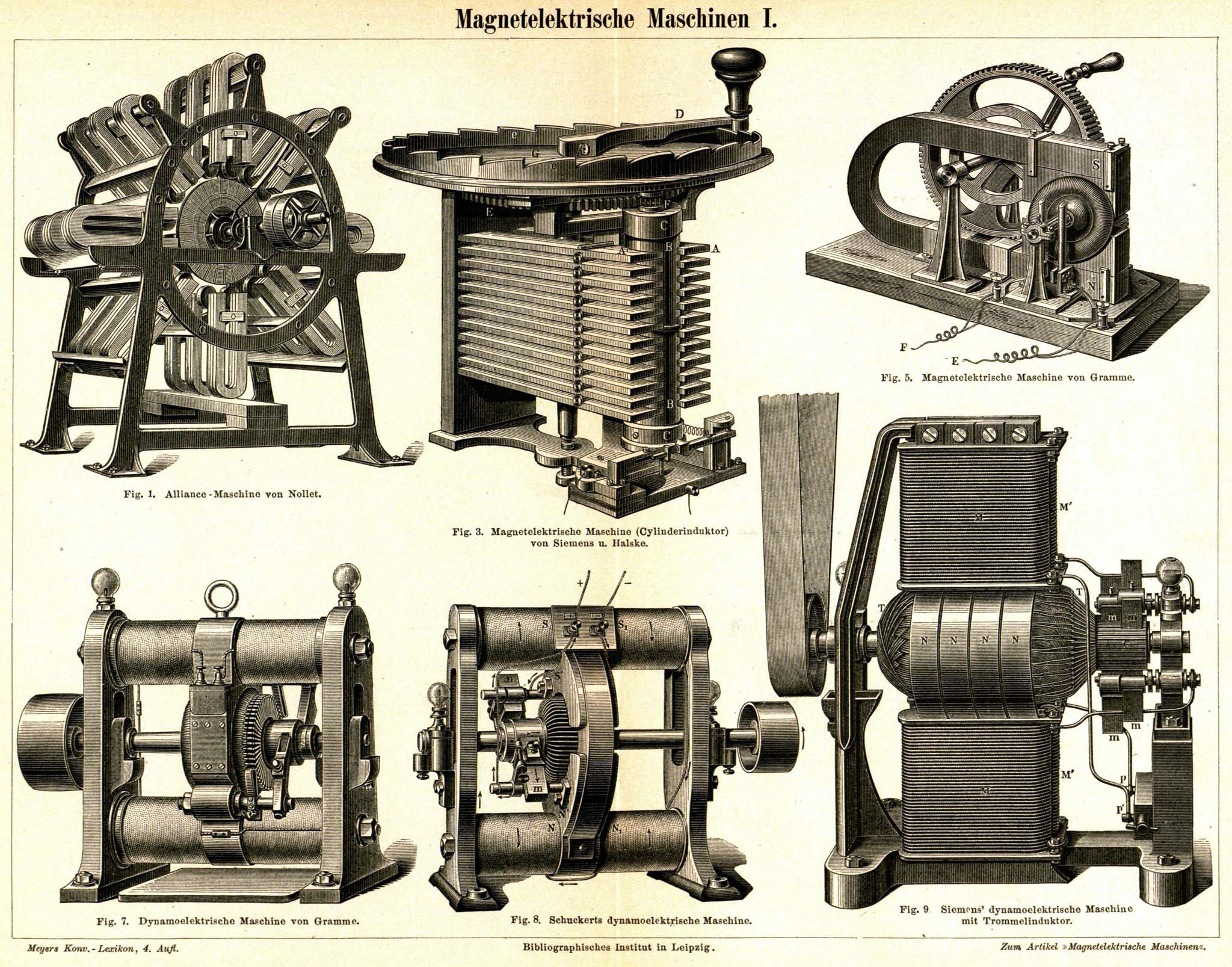
"Máquinas eléctricas magnéticas" I hacia el 1890
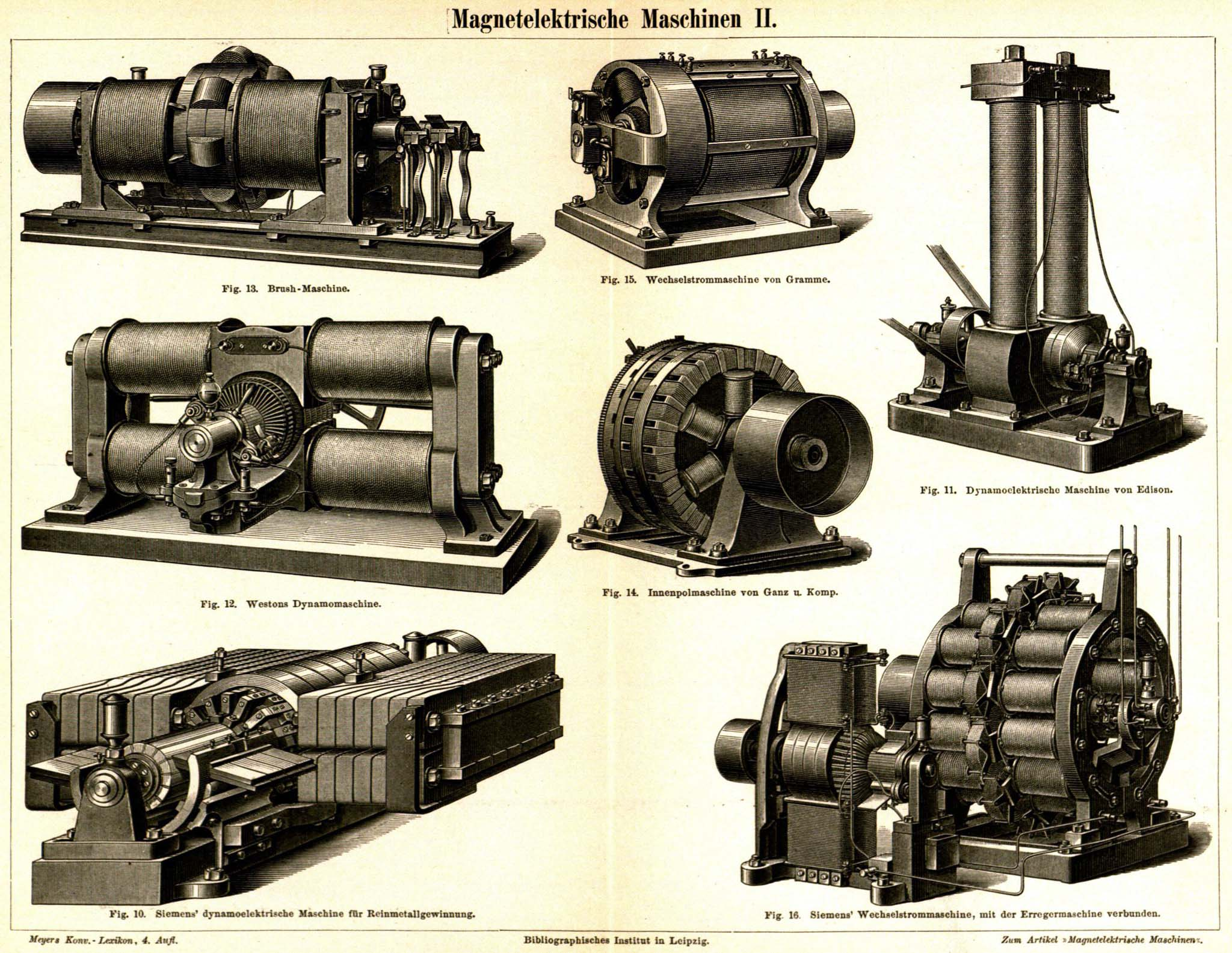
"Máquinas eléctricas magnéticas" II hacia el 1890

Desde 1880 se construyeron redes eléctricas y centrales eléctricas en muchos países. En Alemania, por ejemplo, Emil Rathenau con su Allgemeinen Electricitäts-Gesellschaft y en Estados Unidos Thomas Alva Edison. Con el suministro de energía eléctrica a gran escala, el motor eléctrico se extendió rápidamente. Junto con la industria química, esta electrificación fue la característica más importante de la segunda revolución industrial. Los tranvías públicos de caballos fueron sustituidos por tranvías eléctricos y entonces se utilizaban motores eléctricos en lugar de la máquina de vapor para hacer funcionar las máquinas de trabajo.

## Principio de funcionamiento

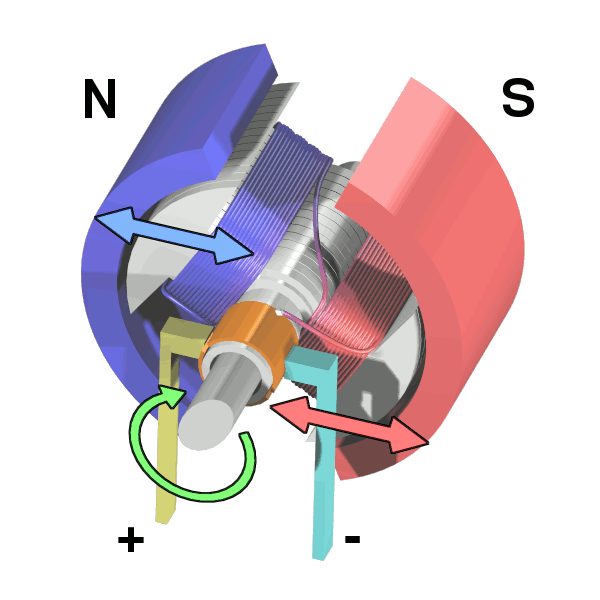
Esquema de los componentes internos de un motor de corriente continua.

Los motores eléctricos son dispositivos que transforman energía eléctrica en energía mecánica. El medio de esta transformación de energía en los motores eléctricos es el campo magnético. Existen diferentes tipos de motores eléctricos y cada tipo tiene distintos componentes cuya estructura determina la interacción de los flujos eléctricos y magnéticos que originan la fuerza o par de torsión del motor.
El principio fundamental que describe cómo es que se origina una fuerza por la interacción de una carga eléctrica puntual q en campos eléctricos y magnéticos es la fuerza de Lorentz:
{\displaystyle \mathbf {F} =q(\mathbf {E} +\mathbf {v} \times \mathbf {B} )}
donde:
q : carga eléctrica puntual
{\displaystyle \mathbf {E} } : Campo eléctrico
{\displaystyle \mathbf {v} } : velocidad de la partícula
{\displaystyle \mathbf {B} } : densidad de campo magnético
En el caso de un campo puramente eléctrico la expresión de la ecuación se reduce a:
{\displaystyle \mathbf {F} =q\mathbf {E} }
La fuerza en este caso está determinada solamente por la carga q y por el campo eléctrico {\displaystyle \mathbf {E} }. Es la fuerza de Coulomb que actúa a lo largo del conductor originando el flujo eléctrico, por ejemplo en las bobinas del estator de las máquinas de inducción o en el rotor de los motores de corriente continua.
En el caso de un campo puramente magnético:
{\displaystyle \mathbf {F} =q(\mathbf {v} \times \mathbf {B} )}
La fuerza está determinada por la carga, la densidad del campo magnético {\displaystyle \mathbf {B} } y la velocidad de la carga {\displaystyle \mathbf {v} }. Esta fuerza es perpendicular al campo magnético y a la dirección de la velocidad de la carga. Normalmente hay muchísimas cargas en movimiento por lo que conviene reescribir la expresión en términos de densidad de carga {\displaystyle \rho } y se obtiene entonces densidad de fuerza {\displaystyle \mathbf {Fv} } (fuerza por unidad de volumen):
{\displaystyle \mathbf {Fv} =\rho (\mathbf {E} +\mathbf {v} \times \mathbf {B} )}
Al producto {\displaystyle \rho \mathbf {v} } se le conoce como densidad de corriente {\displaystyle \mathbf {J} } (amperes por metro cuadrado):
{\displaystyle \mathbf {J} =\rho \mathbf {v} \,\!}
Entonces la expresión resultante describe la fuerza producida por la interacción de la corriente con un campo magnético:
{\displaystyle \mathbf {Fv} =\mathbf {J} \times \mathbf {B} }
Este es un principio básico que explica cómo se originan las fuerzas en sistemas electromecánicos como los motores eléctricos. Sin embargo, la completa descripción para cada tipo de motor eléctrico depende de sus componentes y de su construcción.

## Características
- A igual potencia, su tamaño y peso son más reducidos que un motor de combustión interna equivalente.
- Se pueden construir de cualquier tamaño y forma, siempre que el voltaje lo permita.
- Tiene un par de giro elevado y, según el tipo de motor, prácticamente constante.
- Su rendimiento es muy elevado (típicamente en torno al 75 %, aumentando a medida que se incrementa la potencia de la máquina).
- Este tipo de motores no emite contaminantes, aunque en la generación de energía eléctrica de la mayoría de las redes de suministro, sí se emiten contaminantes.
- En general no necesitan de refrigeración ni ventilación externa, están autoventilados.
- No necesita de cajas de cambios de más de 1 velocidad.

## Motores de corriente continua

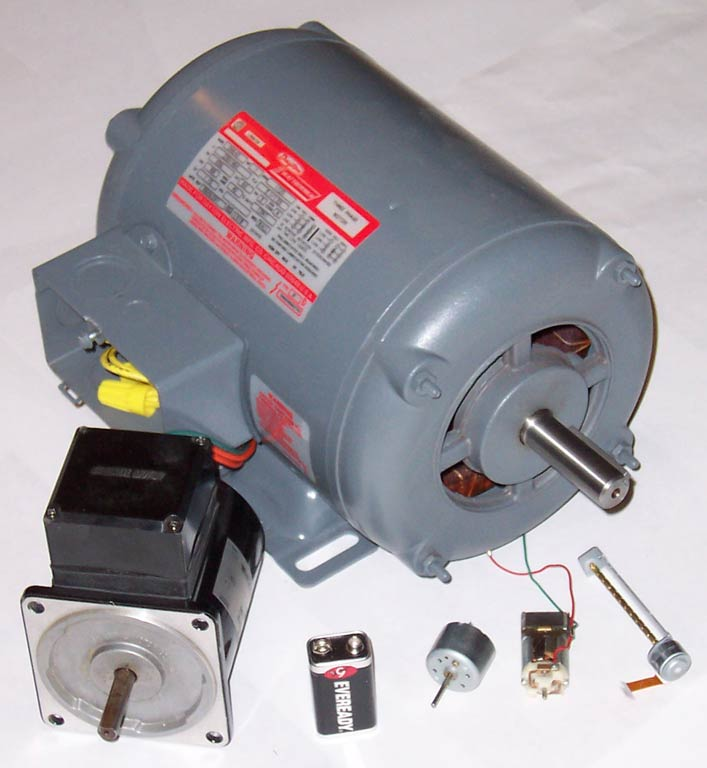
Diversos motores eléctricos

Los motores de corriente continua se clasifican según la forma como estén conectados, en:
- motor serie
- motor compound
- motor shunt
- motor eléctrico sin escobillas

Además de los anteriores, existen otros tipos que son utilizados en electrónica:
- motor paso a paso
- servomotor
- motor sin núcleo

## Motores de corriente alterna
Existen tres tipos, siendo el motor asíncrono el más empleado en la industria y el que menos mantenimiento requiere:
- motor universal (puede trabajar tanto en CA como en CC)
- motor asíncrono
- motor síncrono

## Usos

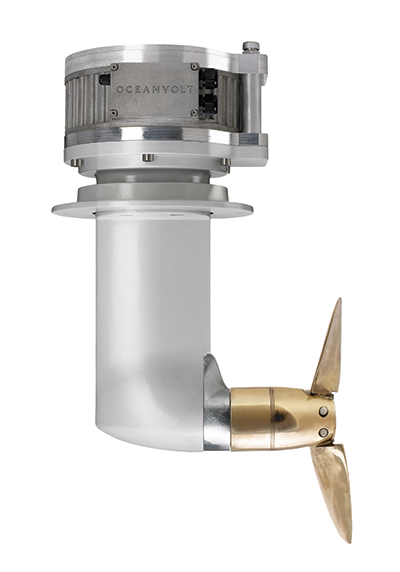
Oceanvolt, motor eléctrico marino.

Los motores eléctricos se utilizan en la gran mayoría de las máquinas modernas. Su reducido tamaño permite introducir motores potentes en máquinas de pequeño tamaño, por ejemplo taladros o batidoras. Su elevado par motor y alta eficiencia lo convierten en el motor ideal para la tracción de transportes pesados como trenes; así como la propulsión de barcos, submarinos y dúmperes de minería, a través del sistema diésel-eléctrico.

### Cambio de sentido de giro
Para efectuar el cambio de sentido de giro de los motores eléctricos de corriente alterna se siguen unos simples pasos tales como:
- Para motores monofásicos únicamente es necesario invertir las terminales del devanado de arranque, esto se puede realizar manualmente o con relés conmutadores
- Para motores trifásicos únicamente es necesario invertir dos de las conexiones de alimentación correspondientes a dos fases de acuerdo a la secuencia de trifases.

#### De corriente continua
Para motores de corriente continua es necesario invertir los contactos del par de arranque.

## Eficiencia energética
La eficiencia energética de los motores eléctricos ha sido estandarizada por organismos internacionales. Según la norma IEC 60034-30-1, los motores de corriente alterna se clasifican en cuatro niveles de eficiencia: 
- IE1 (estándar)
- IE2 (alta eficiencia)
- IE3 (premium)
- IE4 (super premium)

Estos niveles permiten comparar el rendimiento energético de los motores y facilitan la implementación de regulaciones para reducir el consumo eléctrico en la industria.

## Regulación de velocidad
Síncronos trifásicos existen dos formas de poder variar la velocidad, una es variando la frecuencia mediante un equipo electrónico especial y la otra es variando la polaridad gracias al diseño del motor. Esto último es posible en los motores de devanado separado o los motores de conexión Hilandera, pero solamente es posible tener un cambio de polaridad limitado, por ejemplo, de dos y cuatro polos.

## Motores no magnéticos
Un motor electrostático se basa en la atracción y repulsión de carga eléctrica. Por lo general, los motores electrostáticos son el doble de los motores convencionales basados en bobinas. Por lo general, requieren una fuente de alimentación de alto voltaje, aunque los motores pequeños emplean voltajes más bajos. En cambio, los motores eléctricos convencionales emplean atracción y repulsión magnética, y requieren alta corriente a bajo voltaje. En la década de 1750, Benjamin Franklin y Andrew Gordon desarrollaron los primeros motores electrostáticos. Los motores electrostáticos encuentran un uso frecuente en sistemas micro-electromecánicos (MEMS) donde sus voltajes de accionamiento están por debajo de 100 voltios, y donde las placas cargadas en movimiento son mucho más fáciles de fabricar que las bobinas y los núcleos de hierro. La maquinaria molecular que hace funcionar las células vivas a menudo se basa en motores electrostáticos lineales y rotatorios.
Un motor piezoeléctrico o piezomotor es un tipo de motor eléctrico basado en el cambio de forma de un material piezoeléctrico cuando se aplica un campo eléctrico. Los motores piezoeléctricos utilizan el efecto piezoeléctrico inverso mediante el cual el material produce vibraciones acústicas o ultrasónicas para producir un movimiento lineal o giratorio. En un mecanismo, el alargamiento en un solo plano se usa para hacer una serie de estiramientos y posiciones, de forma similar a como se mueve una oruga.
Un sistema de propulsión de naves espaciales accionado eléctricamente utiliza tecnología de motores eléctricos para impulsar naves espaciales en el espacio exterior. La mayoría de los sistemas se basan en la aceleración eléctrica del propulsor a alta velocidad, mientras que algunos sistemas se basan en los principios de correa electrodinámica de propulsión a la magnetosfera.